# Sarah Blagden
Sarah Blagden és professora associada de teràpia experimental contra el càncer a la Universitat d'Oxford, al Departament d'Oncologia d'Oxford. La seva recerca està investigant mecanismes post-transcripcionals per al comportament del càncer i noves terapèutiques contra el càncer per a persones amb tumors malignes avançats.

## Educació
Sarah Blagden es va llicenciar en medicina (MBBS) a la Charing Cross i a la Westminster Medical School de la Universitat de Londres el 1994.
El 2004 va rebre un doctorat (com a becària clínica CRUK) a la Universitat de Cambridge

## Carrera
Després que Blagden completés la seva formació mèdica i la seva posterior formació d'especialistes en Oncologia Mèdica a l'Hospital d'Addenbrooke a Cambridge i en el Royal Mardsden Hospital, va continuar amb una beca clínica en la Unitat de Desenvolupament de Medicaments de l'Institut de Recerca del Càncer. Va ser nomenada Professora Principal i Assessora Honoraria en l'Imperial College London el 2006 i es va convertir en directora de la Unitat de Proves Primerenques del Càncer a l'Imperial i va ser capaç d'establir el seu propi laboratori per a estudiar la desregulació de la traducció de mRNA en el càncer.
Blagden també va ser investigadora principal/cap de diversos estudis clínics nacionals i internacionals. És Investigadora i Professora Associada de Terapèutica del Càncer Experimental de la Universitat d'Oxford en el departament d'oncologia

## Premis
- Beca doctorst CRUK Junior Clinician Scientist el 1999 en la Universitat de Cambridge[1]
- CRUK clinical fellow PhD El 2004 en la Universitat de Cambridge.[4]